# Sándorfalva
Sándorfalva è una città di 7 887 abitanti situata nella contea di Csongrád-Csanád, nell'Ungheria meridionale.